# Ramona Balthasar

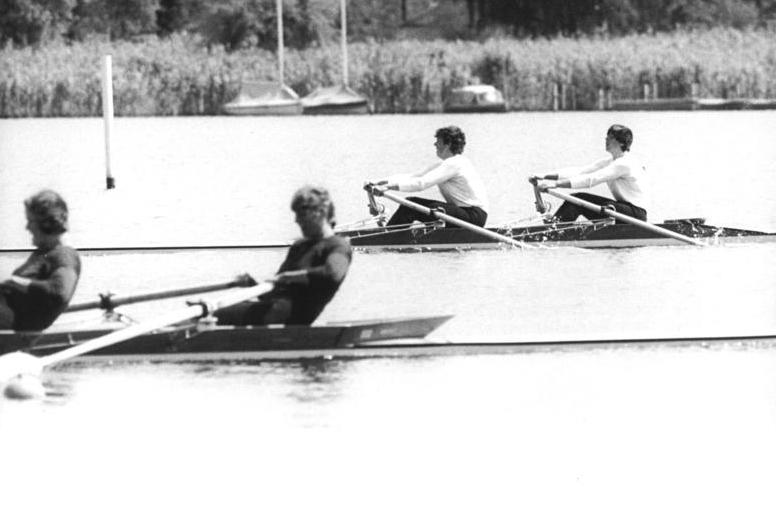
Balthasar till höger i förgrunden i samband med DDR-mästerskapen i rodd 1985, i Beetzsee utanför Brandenburg an der Havel.

Ramona Balthasar, född den 9 januari 1964 i Forst, Bezirk Cottbus i dåvarande Östtyskland, är en tysk roddare som tävlade för Östtyskland under 1980-talet.
Hon tog VM-guld i scullerfyra i Mechelen 1985 och OS-guld i fyra utan styrman i samband med de olympiska roddtävlingarna 1988 i Seoul. För sina framgångar tilldelades hon Vaterländischer Verdienstorden av DDR:s regering 1986 och 1988.